# Preparctia rubrobasalis
Preparctia rubrobasalis är en fjärilsart som beskrevs av Bang-haas 1939. Preparctia rubrobasalis ingår i släktet Preparctia och familjen björnspinnare. Inga underarter finns listade i Catalogue of Life.